# Газпром трансгаз Томск
ООО «Газпром трансгаз Томск» (до 2008 г. — ООО «Томсктрансгаз») — дочерняя компания ПАО «Газпром», расположена в Томске. Протяжённость магистральных газопроводов компании составляет более 11500 километров, они проходят по территориям Тюменской, Новосибирской, Кемеровской, Томской, Омской, Сахалинской, Амурской областей, Республике САХА (Якутия) а также Алтайского, Хабаровского и Приморского края.

## История
Предприятие было образовано в 1977 году, после сдачи в эксплуатацию первого магистрального газопровода Западной Сибири Нижневартовск — Парабель — Кузбасс.

## Руководство
Генеральный директор ООО «Газпром трансгаз Томск» (с 2002 г. по 30 декабря 2011 г.) — Виталий Анатольевич Маркелов. С 30.12.2011 Исполняющий обязанности генерального директора — Михаленко Вячеслав Александрович, главный инженер-первый заместитель генерального директора ООО «Газпром трансгаз Томск».  Генеральный директор ООО «Газпром трансгаз Томск» (c марта 2012 г. по февраль 2020 г.) — Анатолий Иванович Титов. С февраля 2020 года решением ПАО «Газпром» назначен генеральным директором ООО «Газпром трансгаз Томск» Владислав Иванович Бородин.